# Повратак у игру
Повратак у игру (енгл. Trouble with the Curve) амерички је спортски филм режисера Роберта Лоренца у којем наступају Клинт Иствуд, Ејми Адамс, Џастин Тимберлејк, Метју Лилард и Џон Гудман.